# Chiesa di San Martino Vescovo (Zoppola)
La chiesa di San Martino Vescovo è la parrocchiale di Zoppola, in provincia di Pordenone e diocesi di Concordia-Pordenone; fa parte della forania di San Vito al Tagliamento.

## Storia
La primitiva chiesa di Zoppola venne costruita probabilmente nel X secolo e sostituita da un'altra nel 1296. Detta chiesetta fu riedificata nel XV secolo e consacrata nel 1463. Alla fine del Cinquecento fu costruito il campanile.
L'attuale parrocchiale venne costruita tra i secoli XVIII e XIX e consacrata nel 1858.
Nel 1836 fu realizzata la facciata, modificata poi nel 1955.

## Descrizione

### Esterno
La facciata a capanna della chiesa, rivolta a sudovest e tripartita da quattro lesene ioniche sorreggenti il frontone, presenta centralmente il portale d'ingresso timpanato.
Ad alcuni metri dalla parrocchiale sorge il campanile a base quadrata, la cui cella presenta una bifora per lato ed è coperta dal tetto a quattro falde.

### Interno
All'interno della chiesa vanno segnalate le statue dei santi Martino e Pietro all'altar maggiore, di L. De Paoli (inizi del Novecento) e una tela palmesca (XVI-XVII secolo) con Nozze mistiche di santa Caterina.